# 유트아즈텍어족
유트아즈텍어족(영어: Uto-Aztecan languages)은 30개 이상의 아메리카 원주민 언어가 이루는 어족이다. 유트아즈텍어족 언어들은 거의 전부 미국 서부와 멕시코에 분포한다. 이 어족의 이름은 미국 유타주의 유트어와 멕시코의 나와어파(아즈텍어파)를 포괄한다는 뜻에서 지어졌다.
유트아즈텍어족은 아메리카에서 화자 수가 가장 많고 지리적 범위가 가장 넓은 어족 중 하나이다. 유트아즈텍어족의 최북단 언어는 쇼쇼니어로, 미국 아이다호주 새먼시에까지 퍼져 있으며, 최남단 언어는 엘살바도르의 피필어이다. 에스놀로그에서는 총 61개 언어가 소속되어 있으며, 총 화자 수는 190만 412명이라고 제시하고 있다. 이 중 나와틀어 화자 약 170~190만 명이 4/5 정도(78.9%)를 차지한다.
유트아즈텍어족은 종종 내부적으로 두 개의 어파로 분류된다. 하나는 미국의 모든 언어를 포함하는 북부어파이고 나머지 하나는 멕시코의 모든 언어를 포함하는 남부어파인데, 이것이 계통적 분류인지 지리적 구분인지는 여전히 논의 중이다. 이보다 하위에 분류된 각 어파는 잘 받아들여진 상태이다. 느므어파(코만치어와 쇼쇼니어 포함)와 캘리포니아어파(구칭 타카어파, 카위야어와 루이세뇨어 포함)가 북부어파의 대부분을 차지한다. 호피어와 트바툴라발어는 이 어파들에 속하지 않는다. 남부어파는 테피마어파(오오드함어와 테페완어 포함), 타라우마라어파(라라무리어와 과리히오어 포함), 카이타어파(야키어와 마요어 포함), 코라촐어파(코라어와 위촐어 포함), 나와어파로 나뉜다.
유트아즈텍어족의 원향은 일반적으로 미국 남서부 또는 어쩌면 멕시코 북서부였을 것으로 여겨진다. 다른 이론에서는 멕시코 남부의 메소아메리카 언어 지역 내에서 기원했을 가능성을 제시했으나, 일반적으로 설득력 있다고 보지는 않는다.

## 지리적 분포

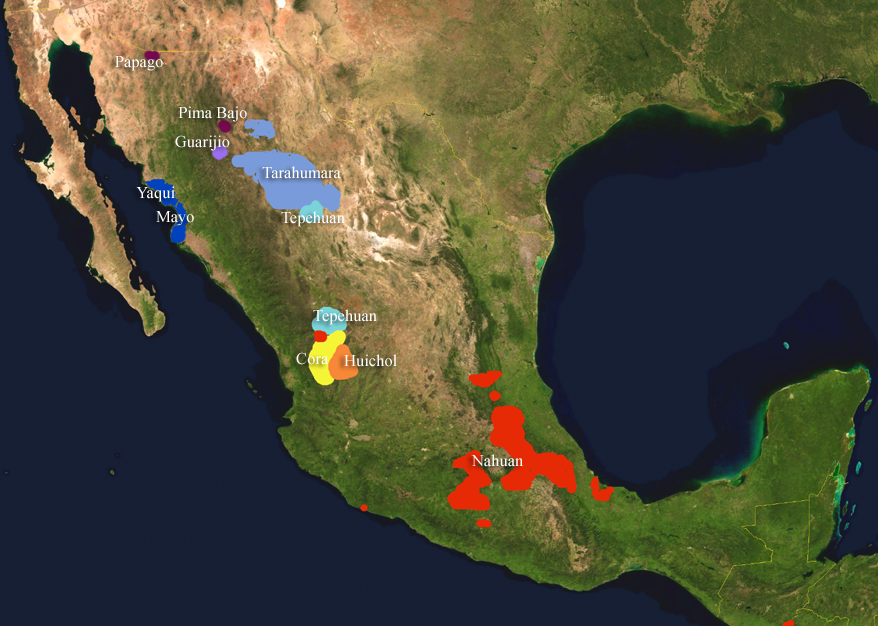
멕시코와 메소아메리카의 현존 언어

유트아즈텍어족은 북아메리카의 산맥 및 그와 인접한 저지대에서 사용되는데, 미국 서부(오리건주, 아이다호주, 몬태나주, 유타주, 캘리포니아주, 네바다주, 애리조나주)와 멕시코(소노라주, 치와와주, 나야리트주, 두랑고주, 사카테카스주, 할리스코주, 미초아칸주, 게레로주, 산루이스포토시주, 이달고주, 푸에블라주, 베라크루스주, 모렐로스주, 멕시코주, 멕시코시티)를 포함한다. 아스테카인들의 언어인 고전 나와틀어와 그 현대 친척 언어들도 유트아즈텍어족의 구성원이다. 나와틀어의 후손 언어인 피필어는 멕시코에서 중앙아메리카로 이주해 나갔고, 이전에는 많은 화자가 있었다. 오늘날에는 에스파냐어에 전역적으로 밀려, 과테말라와 온두라스에서는 사멸했고, 엘살바도르 서부에서는 거의 사멸한 상태이다.

## 분류
유트-아즈텍어족은 1900년대 초부터 언어학계에서 언어 계열로 수용되었으며, 당시 일반적으로 누미어파(Numic), 타키어파(Takic), 피마어파(Pimic), 타라카이타어파(Taracahitic), 코라촐어파(Corachol), 아즈텍어파(Aztecan)의 6개 하위 그룹이 유효한 것으로 받아들여졌다. 이 분류체계에 따르면 투바툴라발어(Tübatulabal)와 호피어가 하위 그룹 내에 분류되지 않은 채 남는다. 현재 타라카이타어파와 타키어파의 성립은 논쟁적인 것으로 여겨진다.

### 현재 체계
아래는 Shaul (2014)에 따른 유트아즈텍어족의 내적 분류를 나타낸 것이다. 이 분류 체계는 이전에 타아카이타어파와 타카어파로 묶였으나 더 이상 계통적으로 유효한 분기군이 아니라고 여겨지는 언어들을 분리한 결정을 반영한다. 북부와 남부 언어들 간의 구분이 지리적인지 계통적인지는 논의 중이다. 표에는 에스놀로그 기준 화자 수와 위치 정보가 들어가 있으며, 많은 개별 언어들의 문법서 및 사전 링크도 있다.(† = 사멸한 언어)
| 유트아즈텍어족의 계통적 분류 |                                           |                      |                      |                                                                               |                                                                                     |                                                     |
| 어족                         | 어파                                      | 어파                 | 어파                 | 언어                                                                          | 사용 지역 및 추정 화자 수                                                           | 저술                                                |
| 유트즈텍어족                 | 북부 유트아즈텍어 (지리적 구분일 수 있음) | 느므어파             | 서느므어군           | 파비오초어, 배넉어, 북부 파이우트어                                           | 700명, 캘리포니아주, 오리건주, 아이다호주, 네바다주                                 | Nichols (1973)                                      |
| 유트즈텍어족                 | 북부 유트아즈텍어 (지리적 구분일 수 있음) | 느므어파             | 서느므어군           | 모노어                                                                        | 40여명, 캘리포니아주                                                                | Lamb (1958)                                         |
| 유트즈텍어족                 | 북부 유트아즈텍어 (지리적 구분일 수 있음) | 느므어파             | 중앙느므어군         |                                                                               |                                                                                     |                                                     |
| 유트즈텍어족                 | 북부 유트아즈텍어 (지리적 구분일 수 있음) | 느므어파             | 쇼쇼니어, 고슈트어   | 능숙한 화자 1000명 및 학습자 1000명, 와이오밍주, 유타주, 네바다주, 아이다호주 | McLaughlin (2012)                                                                   |                                                     |
| 유트즈텍어족                 | 북부 유트아즈텍어 (지리적 구분일 수 있음) | 느므어파             | 코만치어             | 100명, 오클라호마주                                                           | Robinson & Armagost (1990)                                                          |                                                     |
| 유트즈텍어족                 | 북부 유트아즈텍어 (지리적 구분일 수 있음) | 느므어파             | 팀비샤어, 파나민트어 | 20명, 캘리포니아주 및 네바다주                                                | Dayley (1989)                                                                       |                                                     |
| 유트즈텍어족                 | 북부 유트아즈텍어 (지리적 구분일 수 있음) | 느므어파             | 남느므어군           | 콜로라도 강 방언 연속체: 유트어, 남부 파이우트어, 체메웨비어                  | 모든 방언형 총 920명, 콜로라도주, 네바다주, 캘리포니아주, 유타주, 애리조나주        | Givón (2011), Press (1979), Sapir (1992)            |
| 유트즈텍어족                 | 북부 유트아즈텍어 (지리적 구분일 수 있음) | 느므어파             | 남느므어군           | 카와이수어                                                                    | 5명, 캘리포니아주                                                                   | Zigmond, Booth & Munro (1991)                       |
| 유트즈텍어족                 | 북부 유트아즈텍어 (지리적 구분일 수 있음) | 캘리포니아 언어 지역 | 세라노어파           | 세라노어, 키타네무크어 (†)                                                    | 모어 화자 없음                                                                      | Hill (1967)                                         |
| 유트즈텍어족                 | 북부 유트아즈텍어 (지리적 구분일 수 있음) | 캘리포니아 언어 지역 | 쿠파어파             | 카위야어, 쿠페뇨어                                                            | 카위야어 35명, 쿠페뇨어 화자 없음                                                   | Seiler (1977), Hill (2005)                          |
| 유트즈텍어족                 | 북부 유트아즈텍어 (지리적 구분일 수 있음) | 캘리포니아 언어 지역 |                      | 루이세뇨후아네뇨어                                                            | 5명, 캘리포니아주 남부                                                              | Kroeber & Grace (1960)                              |
| 유트즈텍어족                 | 북부 유트아즈텍어 (지리적 구분일 수 있음) | 캘리포니아 언어 지역 |                      | 통바어 (가브리엘리노페르난데뇨어)                                             | 마지막 모어 화자 1900년대에 사망, 21세기에 재활성화 노력 진행 중, 캘리포니아주 남부 | Munro & Gabrielino/Tongva Language Committee (2008) |
| 유트즈텍어족                 | 북부 유트아즈텍어 (지리적 구분일 수 있음) | 호피어파             |                      | 호피어                                                                        | 6,800명, 애리조나주 북동부                                                          | Hopi Dictionary Project (1998), Jeanne (1978)       |
| 유트즈텍어족                 | 북부 유트아즈텍어 (지리적 구분일 수 있음) | 트바툴라발어파       |                      | 트바툴라발어                                                                  | 5명, 캘리포니아주 컨 카운티                                                         | Voegelin (1935), Voegelin (1958)                    |
| 유트즈텍어족                 | 남부 유트아즈텍어 (지리적 구분일 수 있음) | 테피마어파           |                      |                                                                               |                                                                                     |                                                     |
| 유트즈텍어족                 | 남부 유트아즈텍어 (지리적 구분일 수 있음) | 테피마어파           | 피마어군             | 오오드함어 (피마파파고어)                                                     | 14,000명, 미국 애리조나주 남부 및 멕시코 소노라주 북부                              | Zepeda (1983)                                       |
| 유트즈텍어족                 | 남부 유트아즈텍어 (지리적 구분일 수 있음) | 테피마어파           | 피마어군             | 피마바호어 (오오브노오크어)                                                   | 650명, 멕시코 치와와주 및 소노라주                                                  | Estrada-Fernández (1998)                            |
| 유트즈텍어족                 | 남부 유트아즈텍어 (지리적 구분일 수 있음) | 테피마어파           | 테페완어군           | 북부 테페완어                                                                 | 6,200명, 치와와주                                                                   | Bascom (1982)                                       |
| 유트즈텍어족                 | 남부 유트아즈텍어 (지리적 구분일 수 있음) | 테피마어파           | 테페완어군           | 남부 테페완어                                                                 | 10,600명, 두랑고주 남동부                                                           | Willett (1991)                                      |
| 유트즈텍어족                 | 남부 유트아즈텍어 (지리적 구분일 수 있음) | 테피마어파           | 테페완어군           | 테페카노어 (†)                                                                | 1985년경 이후 사멸, 할리스코주 북부                                                 | Mason (1916)                                        |
| 유트즈텍어족                 | 남부 유트아즈텍어 (지리적 구분일 수 있음) | 타라우마라어파       |                      | 타라우마라어 (여러 변이형)                                                    | 모든 방언형 총 45,500명, 치와와주                                                   | Caballero (2008)                                    |
| 유트즈텍어족                 | 남부 유트아즈텍어 (지리적 구분일 수 있음) | 타라우마라어파       |                      | 상류 와리히오어, 하류 와리히오어                                              | 2,840명, 치와와주 및 소노라주                                                       | Miller (1996)                                       |
| 유트즈텍어족                 | 남부 유트아즈텍어 (지리적 구분일 수 있음) | 타라우마라어파       |                      | 투바르어 (†)                                                                  | 시날로아주 및 소노라주                                                              | Lionnet (1978)                                      |
| 유트즈텍어족                 | 남부 유트아즈텍어 (지리적 구분일 수 있음) | 카이타어파           |                      | 야키어                                                                        | 11,800명, 소노라주 및 애리조나주                                                    | Dedrick & Casad (1999)                              |
| 유트즈텍어족                 | 남부 유트아즈텍어 (지리적 구분일 수 있음) | 카이타어파           |                      | 마요어                                                                        | 33,000명, 시날로아주 및 소노라주                                                    | Freeze (1989)                                       |
| 유트즈텍어족                 | 남부 유트아즈텍어 (지리적 구분일 수 있음) | 오파타어파           |                      | 오파타어 (†)                                                                  | 1930년경 이후 사멸, 소노라주                                                        | Shaul (2001)                                        |
| 유트즈텍어족                 | 남부 유트아즈텍어 (지리적 구분일 수 있음) | 오파타어파           |                      | 에우데예어 (†)                                                                | 소노라주, 1940년 이후 사멸                                                          | Lionnet (1986)                                      |
| 유트즈텍어족                 | 남부 유트아즈텍어 (지리적 구분일 수 있음) | 코라촐어파           |                      | 코라어                                                                        | 13,600명, 나야리트주 북부                                                           | Casad (1984)                                        |
| 유트즈텍어족                 | 남부 유트아즈텍어 (지리적 구분일 수 있음) | 코라촐어파           |                      | 위촐어                                                                        | 17,800명, 나야리트주 및 할리스코주                                                  | Iturrioz Leza, Ramírez de la Cruz & (2001)          |
| 유트즈텍어족                 | 남부 유트아즈텍어 (지리적 구분일 수 있음) | 아즈텍어파           |                      | 포추텍어 (†)                                                                  | 1970년대 이후 사멸, 오아하카주 해안                                                 | Boas (1917)                                         |
| 유트즈텍어족                 | 남부 유트아즈텍어 (지리적 구분일 수 있음) | 아즈텍어파           | 핵심 나와어파        | 피필어                                                                        | 20-40명, 엘살바도르                                                                 | Campbell (1985)                                     |
| 유트즈텍어족                 | 남부 유트아즈텍어 (지리적 구분일 수 있음) | 아즈텍어파           |                      | 나와틀어                                                                      | 1,500,000명, 멕시코 중부                                                            | Launey (1986), Langacker (1979)                     |

### 사멸한 언어
언어학적인 증거가 존재하는 위 언어들에 더해, 지금은 사멸했거나, 간략한 언급만 있고 기록되지 않았거나, 잘 알려지지 않은 멕시코 북부의 언어들 중 다수가 유트아즈텍어족이었을 것으로 의심된다.

## 조어

### 음운론

#### 모음
유트아즈텍조어는 *i *a *u *o *ɨ라는 특이한 모음 체계를 가지고 있었다고 재구된다. Langacker (1970)에서 다섯 번째 모음이 *e가 아닌 *ɨ였다고 주장했으며, 이후 적절한 재구에 대해 오래도록 논란이 이어지고 있다.

#### 자음
|             | 양순음 | 설정음 | 경구개음 | 연구개음 | 순음화된 연구개음 | 성문음 |
| ----------- | ------ | ------ | -------- | -------- | ----------------- | ------ |
| 파열음      | *p     | *t     |          | *k       | *kʷ               | *ʔ     |
| 파찰음      |        | *ts    |          |          |                   |        |
| 마찰음      |        | *s     |          |          |                   | *h     |
| 비음        | *m     | *n     |          | *ŋ       |                   |        |
| R 계열 자음 |        | *r     |          |          |                   |        |
| 반모음      |        |        | *j       |          | *w                |        |

*n과 *ŋ은 실제로는 각각 *l와 *n이었을 수도 있다.

### 개별 언어
Boas, Franz (1917). “El dialecto mexicano de Pochutla, Oaxaca”. 《International Journal of American Linguistics》 (스페인어) 1 (1): 9–44. doi:10.1086/463709. OCLC 56221629.
Hopi Dictionary Project (1998). 《Hopi Dictionary: Hopìikwa Lavàytutuveni: A Hopi–English Dictionary of the Third Mesa Dialect With an English–Hopi Finder List and a Sketch of Hopi Grammar》. Tucson: University of Arizona Press.
Campbell, Lyle (1985). 《The Pipil Language of El Salvador》. Mouton Grammar Library, no. 1. Berlin: Mouton de Gruyter. ISBN 978-3-11-010344-1. OCLC 13433705. 2014년 6월 6일에 원본 문서에서 보존된 문서. 2014년 6월 6일에 확인함.
Dayley, Jon P. (1989). “Tümpisa (Panamint) Shoshone Grammar”. 《University of California Publications in Linguistics》 115.
Givón, Talmy (2011). 《Ute Reference Grammar》. Culture and Language Use Volume 3. Amsterdam:: John Benjamins Publishing Company.
Jeanne, LaVerne Masayesva (1978). 《Aspects of Hopi grammar》. MIT, dissertation.
Voegelin, Charles F. (1935). “Tübatulabal Grammar”. 《University of California Publications in American Archaeology and Ethnology》 34: 55–190.
Voegelin, Charles F. (1958). “Working Dictionary of Tübatulabal”. 《International Journal of American Linguistics》 24 (3): 221–228. doi:10.1086/464459.
Robinson, Lila Wistrand; Armagost, James (1990). 《Comanche dictionary and grammar》. publications in linguistics (No. 92). Dallas, Texas: The Summer Institute of Linguistics and The University of Texas at Arlington.
Lamb, Sydney M (1958). 《A Grammar of Mono》 (PDF). PhD Dissertation, University of California, Berkeley. 2012년 7월 8일에 확인함.
Zigmond, Maurice L.; Booth, Curtis G.; Munro, Pamela (1991).  Pamela Munro, 편집. 《Kawaiisu, A Grammar and Dictionary with Texts》. University of California Publications in Linguistics. Volume 119. Berkeley, California: University of California Press.
Nichols, Michael (1973). 《Northern Paiute historical grammar》. University of California, Berkeley PhD dissertation.
McLaughlin, John E. (2012). 《Shoshoni Grammar》. Languages of the World/Meterials 488. Muenchen: LINCOM Europa.
Press, Margaret L. (1979). 《Chemehuevi, A Grammar and Lexicon》. University of California Publications in Linguistics. Volume 92. Berkeley, California: University of California Press.
Sapir, Edward (1992) [1930]. 〈Southern Paiute, a Shoshonean Language〉.   William Bright. 《The Collected Works of Edward Sapir, X, Southern Paiute and Ute Linguistics and Ethnography》. Berlin: Mouton deGruyter.
Seiler, Hans-Jakob (1977). 《Cahuilla Grammar》. Banning, California: Malki Museum Press.
Hill, Kenneth C. (1967). 《A Grammar of the Serrano Language》. University of California, Los Angeles, PhD dissertation.
Hill, Jane H. (2005). 《A Grammar of Cupeño》. University of California Publications in Linguistics. Berkeley: University of California Press.
Caballero, Gabriela (2008). 《Choguita Rarámuri (Tarahumara) Phonology and Morphology》 (PDF). PhD Dissertation: University of California at Berkeley.
Thornes, Tim (2003). 《A Northern Paiute Grammar with Texts》. PhD Dissertation: University of Oregon at Eugene.
Kroeber, Alfred L.; Grace, George William (1960). 《The Sparkman Grammar of Luiseño》. University of California Publications in Linguistics 16. Berkeley: The University of California Press.
Zepeda, Ofelia (1983). 《A Tohono O'odham Grammar》. Tucson, Arizona: The University of Arizona Press.
Willett, T. (1991). 《A reference grammar of southeastern Tepehuan》 (PDF). Dallas: Summer Institute of Linguistics and University of Texas at Arlington. 2018년 8월 9일에 원본 문서 (PDF)에서 보존된 문서. 2019년 6월 22일에 확인함.
Mason, J. Alden (1916). “Tepecano, A Piman language of western Mexico”. 《Annals of the New York Academy of Sciences》 25 (1): 309–416. Bibcode:1916NYASA..25..309M. doi:10.1111/j.1749-6632.1916.tb55171.x. hdl:2027/uc1.c077921598.
Miller, Wick R. (1996). 《La lengua guarijio: gramatica, vocabulario y textos》. Mexico City: Instituto de Investigaciones Antropologicas, UNAM.
Bascom, Burton W. (1982). 〈Northern Tepehuan〉.   Ronald W. Langacker. 《Studies in Uto-Aztecan Grammar, Volume 3, Uto-Aztecan Grammatical Sketches》. Dallas: Summer Institute of Linguistics and the University of Texas at Arlington. 267–393쪽.
Lionnet, Andrés (1978). 《El idioma tubar y los tubares. Segun documentos ineditos de C. S. Lumholtz y C. V. Hartman》. Mexico, D. F:: Universidad Iberoamericana.
Casad, Eugene H. (1984). 〈Cora〉.   Ronald W. Langacker. 《Studies in Uto-Aztecan grammar 4: Southern Uto-Aztecan grammatical sketches》. Summer Institute of Linguistics Publications in Linguistics 56. Dallas: Summer Institute of Linguistics and the University of Texas at Arlington. 153–149쪽.
Iturrioz Leza, José Luis; Ramírez de la Cruz, Julio (2001). 《Gramática Didáctica del Huichol: Vol. I. Estructura Fonológica y Sistema de Escritura》. Departamento de Estudios en Lenguas Indígenas–Universidad de Guadalajara – Secretaria de Educación Pública.
Dedrick, John; Casad, Eugene H. (1999). 《Sonora Yaqui Language Structures》. Tucson, AZ: University of Arizona Press. ISBN 9780816519811.
Freeze, Ray A. (1989). 《Mayo de Los Capomos, Sinaloa》. Archivo de Lenguas Indígenas del Estado de Oaxaca, 14. 14. 166. México, D.F.: Instituto de Investigación e Integración Social del Estado de Oaxaca.
Lionnet, Andrés (1986). 《Un idioma extinto de sonora: El eudeve》. México: UNAM. ISBN 978-968-837-915-8.
Estrada-Fernández, Zarina (1998). 《Pima bajo de Yepachi, Chihuahua》. Archivo de Lenguas Indigenas de Mexico. Colegio de México.
Munro, Pamela; Gabrielino/Tongva Language Committee (2008). 《Yaara' Shiraaw'ax 'Eyooshiraaw'a. Now You're Speaking Our Language: Gabrielino/Tongva/Fernandeño》. Lulu.com.
Launey, Michel (1986). 《Categories et operations dans la grammaire Nahuatl》. Ph. D. dissertation, Paris IV. 2015년 8월 4일에 원본 문서에서 보존된 문서. 2019년 6월 22일에 확인함.
Langacker, Ronald W. (ed.) (1979). 《Studies in Uto-Aztecan Grammar 2: Modern Aztec Grammatical Sketches》. Summer Institute of Linguistics Publications in Linguistics, 56. Dallas, TX: Summer Institute of Linguistics and the University of Texas at Arlington. ISBN 978-0-88312-072-9.
Shaul, D. L. (2001). 《The Opatan Languages, Plus Jova.》. Festschrift. INAH.